# Екстрапірамідна система
Екстрапірамідна система (лат. extra — назовні, в стороні + лат. pyramis, грец. πϋραμίς — піраміда) — сукупність структур (утворень) центральної нервової системи, які беруть участь в керуванні мимовільними рухами, підтримці м'язового тонусу й пози.

## Анатомія
Екстрапірамідна система поєднує рухові центри кори головного мозку, його ядра й провідні шляхи, котрі не проходять через піраміди довгастого мозку.
Від пірамідної системи вона відрізняється локалізацією ядер у підкірковій ділянці й стовбурі головного мозку, структурою провідних шляхів.

Провідники спинного мозку

Подібно до пірамідної, екстрапірамідна система розташована вздовж усієї цереброспінальної осі від кори до нижніх відділів спинного мозку. Але анатомо-гістологічна будова цих двох систем суттєво різниться. Тіла всіх нейронів пірамідної системи розташовані в корі мозку. Схематично пірамідна система — це кіркові нейрони з довгими аксонами, які доходять до різних рівнів спинного мозку. Екстрапірамідна система являє собою довгу колонку клітин з більшою кількістю протягом всього головного й спинного мозку. Ця колонка місцями різко збільшується в обсязі (підкіркові вузли), на деяких рівнях утворюється густе переплетення волокон з тілами клітин, як у блідій кулі, сітчастому утворенні стовбуру, сітчастому відростку спинного мозку.
Первинними центрами екстрапірамідної системи є смугасте тіло (лат. corpus striatum) (хвостате ядро (лат. nucleus caudatus), сочевицеподібне ядро (лат. nucleus lentiformis), субталамічне ядро (лат. nucleus subthalamicus), червоне ядро (лат. nucleus ruber) й чорна речовина (лат. substantia nigra), яка знаходиться в середньому мозку.
Окрім того, до екстрапірамідної системи входять, як інтегровані, центри кори головного мозку, ядра таламуса (лат. thalamus), мозочок (лат. cerebellum), присінкові й оливні ядра, ретикулярна формація (лат. formatio reticularis).

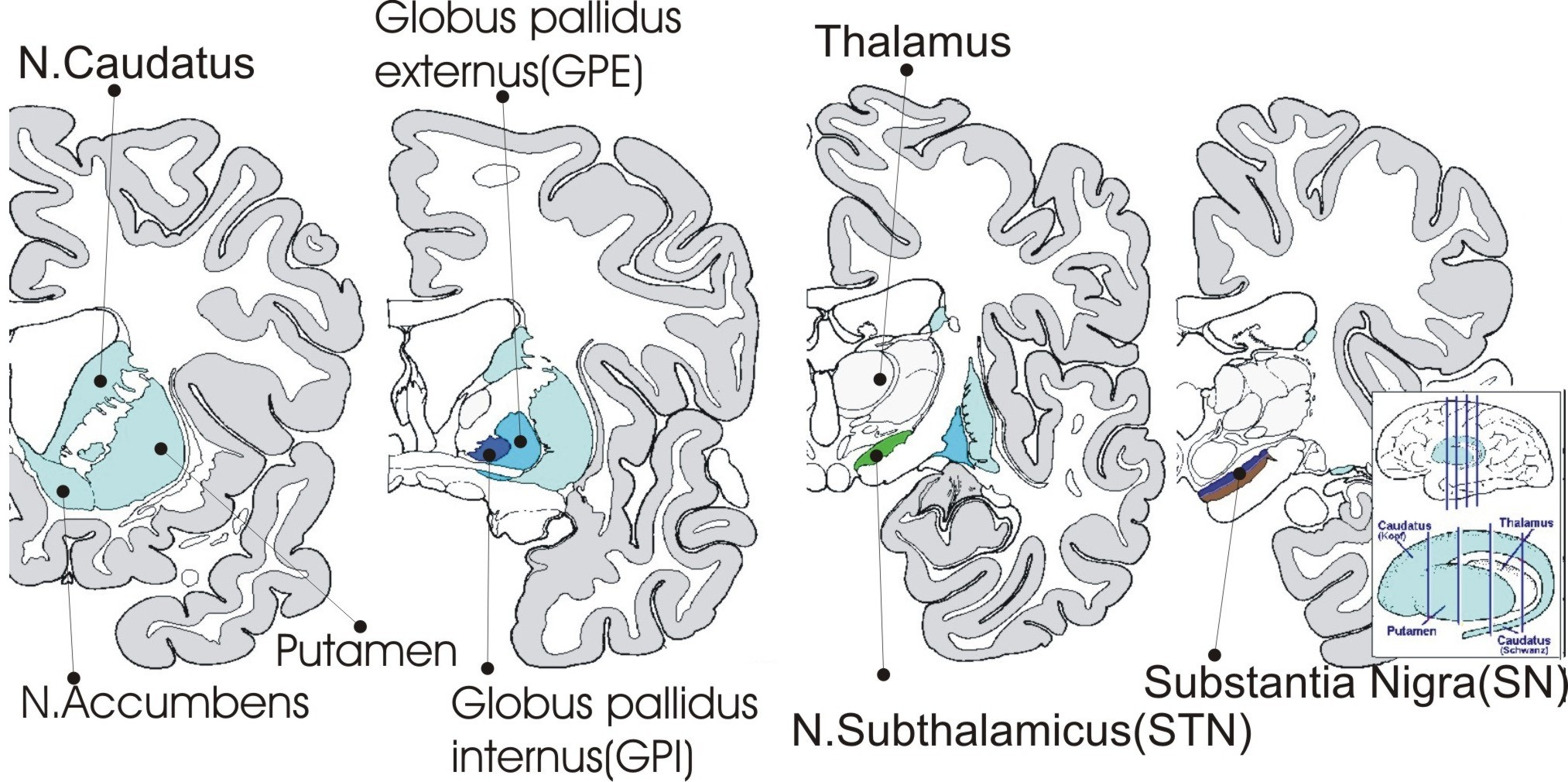
Анатомія базальних ядер
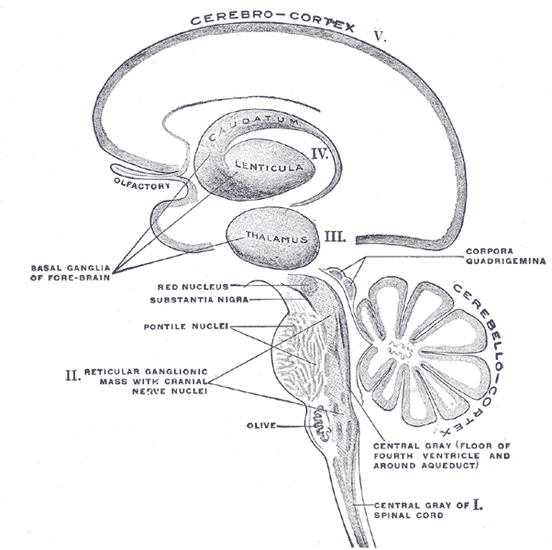
Хвостате ядро, сочевицеподібне ядро, таламус і мозочок.
Ретикулярна формація

Об'ємні зображення базальних ядер
Чорна речовина
Таламус
Смугасте тіло

## Функції
Екстрапірамідна система — еволюційно більш давня система моторного контролю порівняно з пірамідною системою й має особливе значення в побудові й контролю рухів, що не потребують активації уваги. Вона є більш функціонально простим регулятором порівняно з пірамідною системою.
Екстрапірамідна система здійснює регуляцію мимовільних рухів, їхню координацію, регуляцію м'язового тонусу, підтримання постави, організацію рухових проявів емоцій (сміх, плач), забезпечує плинність рухів, встановлює вихідну позу для їхнього виконання.
При ураженні екстрапірамідної системи порушуються рухові функції, м'язовий тонус, можуть виникнути гіперкінези, паркінсонізм.
Функціонально екстрапірамідна система нероздільна з пірамідною. Вона забезпечує впорядкованість довільних рухів, які регулюються пірамідною системою, регулює вроджені й набуті автоматичні рухові акти, забезпечує підтримку м'язового тонусу, утримання рівноваги тіла, регулює супутні рухи (наприклад рухи рук при ході), міміку.

### Стріопалідарна система
Стріо-палідум являє собою важливу складову поза пірамідних рухових систем, що починаються від кори головного мозку й пов'язаних із ядром із рядом підкіркових і стовбурних утворень.
До стріо-палідарної системи відносяться: хвостате ядро лат. nucleus caudatus, сочевицеподібне ядро (лат. nucleus lenticularis) з його зовнішнім ядром, (лушпиною лат. putamen); та внутрішнім, (блідою кулею лат. globus pallidus).
За морфологічними особливостями, філогенетичній давності й функціональному значенню стріо-палідарну систему прийнято поділяти:
- на систему striatum, чи neostriatum, в котру входять компоненти смугастого тіла (лат. corpus striatum) — хвостате ядро (лат. nucleus caudatus) і зовнішня частина сочевицеподібного ядра — лушпина;
- i pallidum, чи palaeo-striatum, що містить бліду кулю (лат. globus pallidus) — внутрішнє утворення сочевицеподібного ядра, а також чорну субстанцію і червоне ядро, яке розташоване в ніжках мозку.

Основними шляхами, по яким проводяться імпульси до striatum і pallidum, є провідники від зорового бугра (лат. thalamus). По ним установлюються зв'язки екстрапірамідної системи не лише з ним, а й з корою головного мозку через нього.
Імпульси з екстрапірамідної системи, як і з мозочка та пірамідної системи', йдуть до клітин переднього рогу спинного мозку. Остаточний шлях до м'язу проходить через периферичний руховий нейрон.
Внаслідок існування вказаної системи: (рецептори на периферії — thalamus — strio-pallidum —відцентрові екстрапірамідні шляхи — клітини переднього рогу — м'яз), здійснюється рефлекторна діяльність стосовно автоматизованих, іноді досить складних рухів. Дякуючи включенню в рухову систему кори, забезпечується допоміжна участь екстрапірамідних утворень у довільних рухах
Стріо-палідарна (екстрапірамідна) система у людини еволюційно перетворилася з основної рухової системи на допоміжну, й забезпечує настроювання рухового апарату, готовність до дії (згідно з М. І. Аствацатуровим) та регулює м'язовий тонус.
Функціональні співвідношення між paleostriatum і neostriatum такі самі, як і між іншими філогенетично новими й давніми утвореннями нервової системи: діяльність палідарної системи гальмується й регулюється стріарною, тому симптоми уражень палідарної частини різко відрізняються й багато в чому протилежні до симптомів ураження стріарного відділу.

## Симптоми уражень екстрапірамідної системи

### Симптомокомплекс палідарного ураження
Його називають іще гіпертонічно-гіпокінетичним через основні риси — підвищення м'язового тонусу та зменшення рухливості, збіднення рухів. Екстрапірамідна гіпертонія, чи ригідність мускулатури значно відрізняється від подібної при пірамідному ураженні. При палідарній ригідності спротив, що відчуває дослідник при пасивних рухах хворого, залишається однаковим від початку до кінця рухового акту, тоді як при центральному паралічі спастичність найбільша на початку руху й помітно слабне вкінці (симптом «складного ножа»).
Палідарна ригідність має назву «восковидної». При пасивному розгинанні в ліктьовому, колінному, променевозап'ястному суглобах можна відчути іноді своєрідну уривчастість розтягнення м'язів, котра називається симптомом «зубчастого колеса». Гіпокінезія, або олігокінезія, не зумовлена наявністю паралічу; при дослідженні виявляється, що довільні рухи здійснюються в достатньому обсязі та з достатньою м'язовою силою. Основними стають малорухливість пацієнта, різке зменшення рухової ініціативи, складність переходу від спокою до руху.
Хворий, прийнявши навіть незручну позу, застигає в ній та нагадує статую або манекен. Звична постава хворого достатньо характерна: спина зігнута, голова схилена на груди, руки зігнуті в ліктьових суглобах, кисті — в променево-зап'ястних, ноги — в колінних (поза згиначів). Хода сповільнена, нагадує старечу, кроки дрібні. Почати рухатися вдається не одразу, але далі пацієнт може «розходитися», а при необхідності зупинитися його продовжує «тягти» вперед (propulsio).
Міміка вкрай збіднена, обличчя приймає маскоподібний застиглий вираз (гіпомімія). Посмішка й гримаса плачу при емоціях виникає з запізненням і також із запізненням повертається до звичної міміки. Мова хворих тиха, монотонна й глуха, без достатніх модуляцій та звучності.
Характерною є відсутність співдружніх чи супутніх рухів та сінкінезій, які існують в нормі й сприяють тому чи іншому основному рухові. У хворого немає звичного помахування руками в такт ході, відсутнє намощування чола при погляді догори тощо. Різко сповільнені всі довільні рухи (брадікінезія). Також виникає своєрідне тремтіння в дистальних відділах кінцівок, яке, на противагу мозочковому інтенційному тремору, існує в спокої, але зменшується чи зникає в русі.
Такий синдром палідарного ураження має назву паркінсонізму чи аміостатичного симптомокомплексу. За відсутності змін зі сторони сухожилкових рефлексів кінцівок при паркінсонізмі можуть оживати й так звані аксіальні рефлекси й у першу чергу — рефлекси орального автоматизму. Значною мірою порушуються й постуральні рефлекси.

### Симптомокомплекс стріарного ураження
На відміну від палідарного, він є гіпотонічно-гіперкинетичним. На фоні гіпотонії в спокої виникають різноманітні мимовільні насильницькі рухи, або екстрапірамідні гіперкінези. Якщо виключення pallidum веде за собою збіднення рухами й утруднення рухів та ускладнення переходу зі спокою в рух, то ураження striatum, розгальмування pallidum, викликає появу рухових автоматизмів, які мають дифузний масовий характер. Філогенетичні дослідження показують ці рухи як елементи повзання, плавання, лазання тощо. На противагу палідарній скутості, відсутності фізіологічних супутніх рухів, при стріарних ураженях бачимо руховий неспокій, швидкість, розмашистість рухів, багато сінкінезій, гримас.

## Основні форми екстрапіраміднихгіперкінезів

### Атетоз

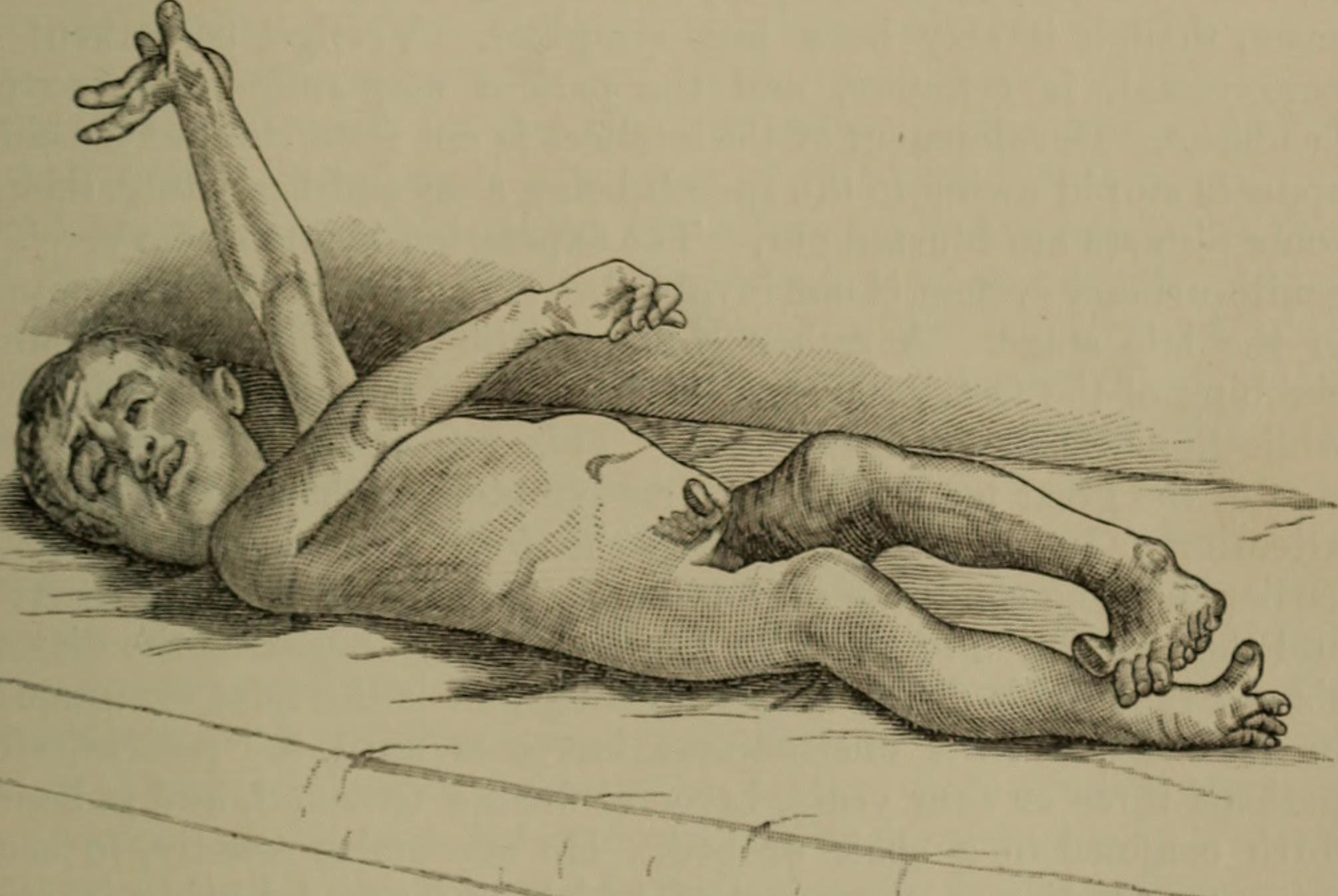
Атетоз

Атетоз проявляється більше в дистальних відділах кінцівок — кистях і пальцях рук — повільні звивисті червоподібні з деякими інтервалами, протягом котрих кінцівка приймає неприродні положення. Атетоз буває обмеженим або розповсюдженим і захоплювати іноді всю мускулатуру тіла. Вважається, що атетоз виникає при ураженні хвостатих ядер.

### Торсійний спазм
Торсійний спазм являє собою атетоз тулуба. Характеризуеться згинальними, іноді штопороподібними рухами тулуба, що виникають при ході, яка часто буває утруднена.

### Хорея
Відрізняється від атетозу швидкістю посмикувань, що виникають у різних м'язових групах, часто в проксимальних відділах кінцівок і м'язах обличчя. 
Характерна швидка зміна локалізації судом — то в нозі, то в мімічних м'язах, то в руці тощо. Хворий стає схожим на блазня, паяца. Часто помітні гримасування, прицмокування. Розладнується мова. Рухи стають розмашистими, надмірними, хода — танцюючою. 
Дослідники вказують на можливість виникнення хореї внаслідок ураження зовнішнього ядра лушпина (лат. putamen) — сочевицеподібне ядро(лат. nucl. Lenticularis) з одночасним залученням до процесу денто-рубральної системи — зубчастого ядра мозочку (лат. nucleus dentatus), й червоного ядра лат. nucleus ruber).

### Міоклонія
Міоклонія за характером близька до хореї. Тут посмикування також досить швидкі й проходять в окремих м'язових групах або одиночних м'язах. На відміну від хореї, міоклонія не супроводжується значним руховим ефектом.

### Локалізований спазм та деякі форми тику
також можуть бути проявом екстрапірамідного гіперкінезу. Таке порушення є характерним для однієї м'язової групи, частіше в м'язах обличчя чи шиї, особливо в мускулатурі, що інервована лицевим та додатковим нервами. Ці достатньо рідкісні форми не слід змішувати з невротичними тиками й нав'язливими рухами, не зумовленими органічними ураженнями нервової системи.
Загальною рисою для всіх видів екстрапірамідних гіперкінезів є зникнення їх уві сні (на відміну від кіркових судом) та посилення при хвилюванні й при довільних рухах.